# Laxmirani Majhi
Laxmirani Majhi, född 26 januari 1989, är en indisk bågskytt. Hon deltog vid olympiska sommarspelen 2016.